# Marmo giallo antico

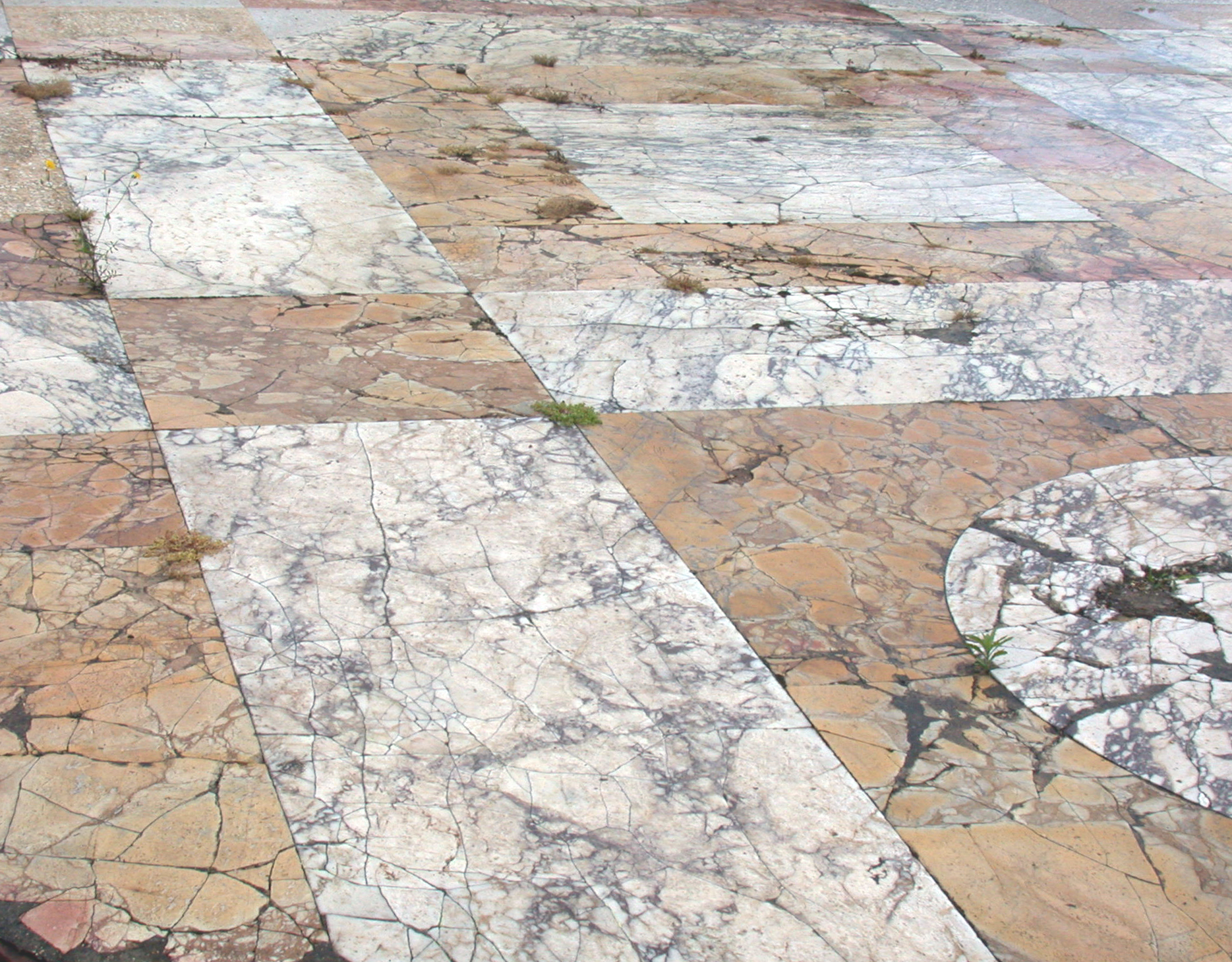
Pavimentazione in marmo giallo antico e marmo pavonazzetto nel Foro di Traiano a Roma (esedra dietro il portico orientale)

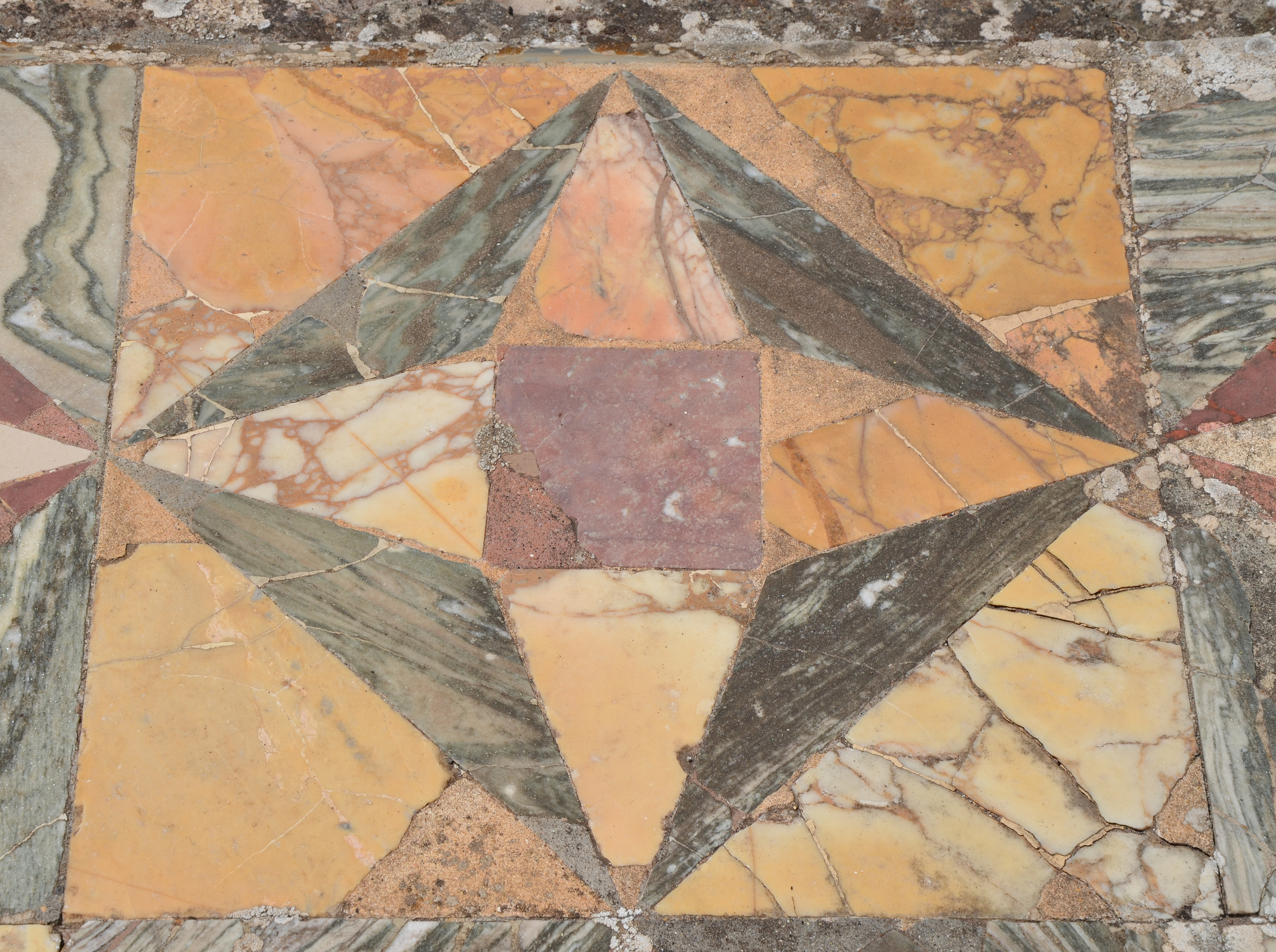
Giallo antico in un pavimento in Opus sectile, Villa Adriana, Tivoli

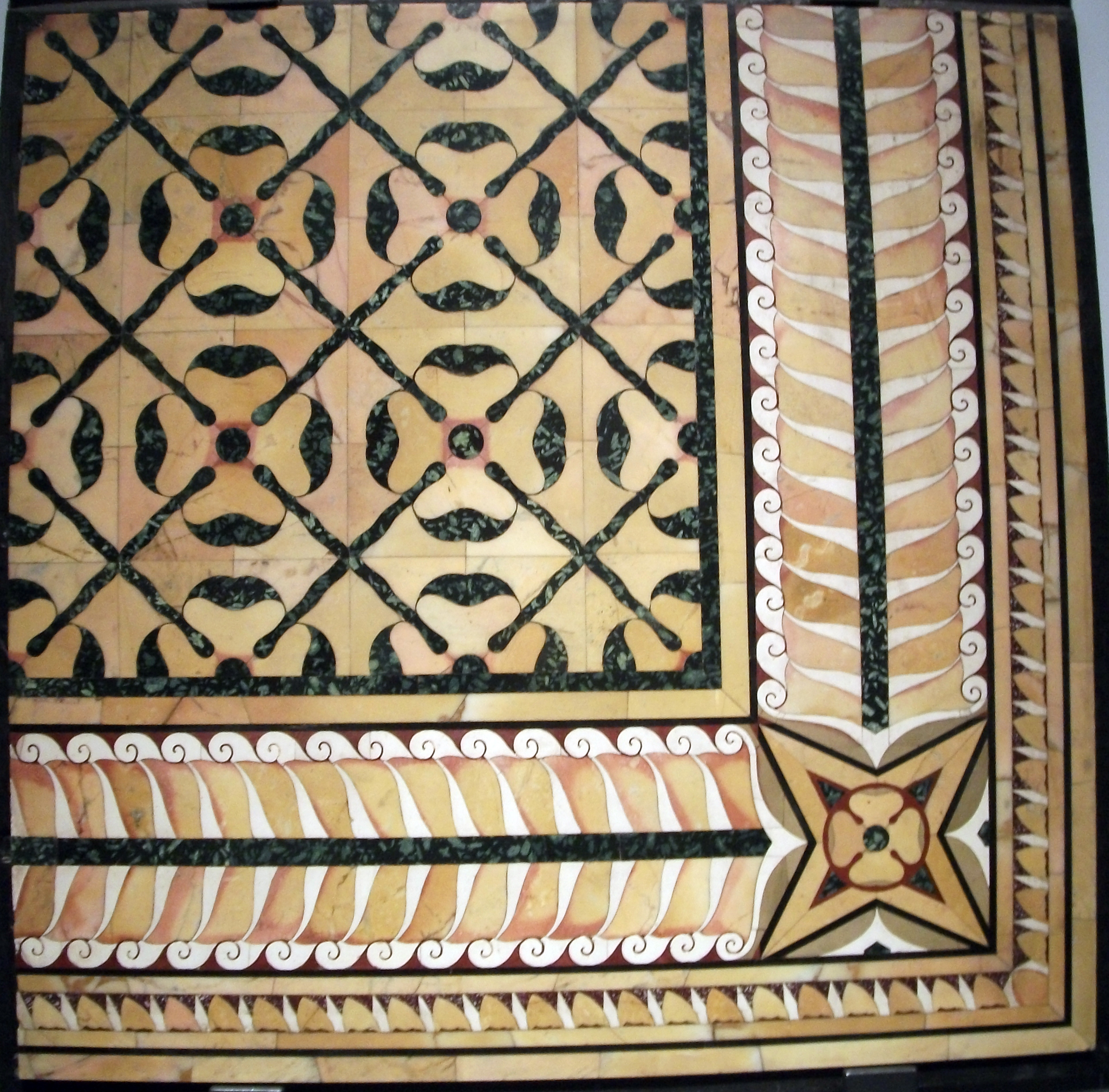
Giallo antico nella Domus tiberiana, Palatino, Roma

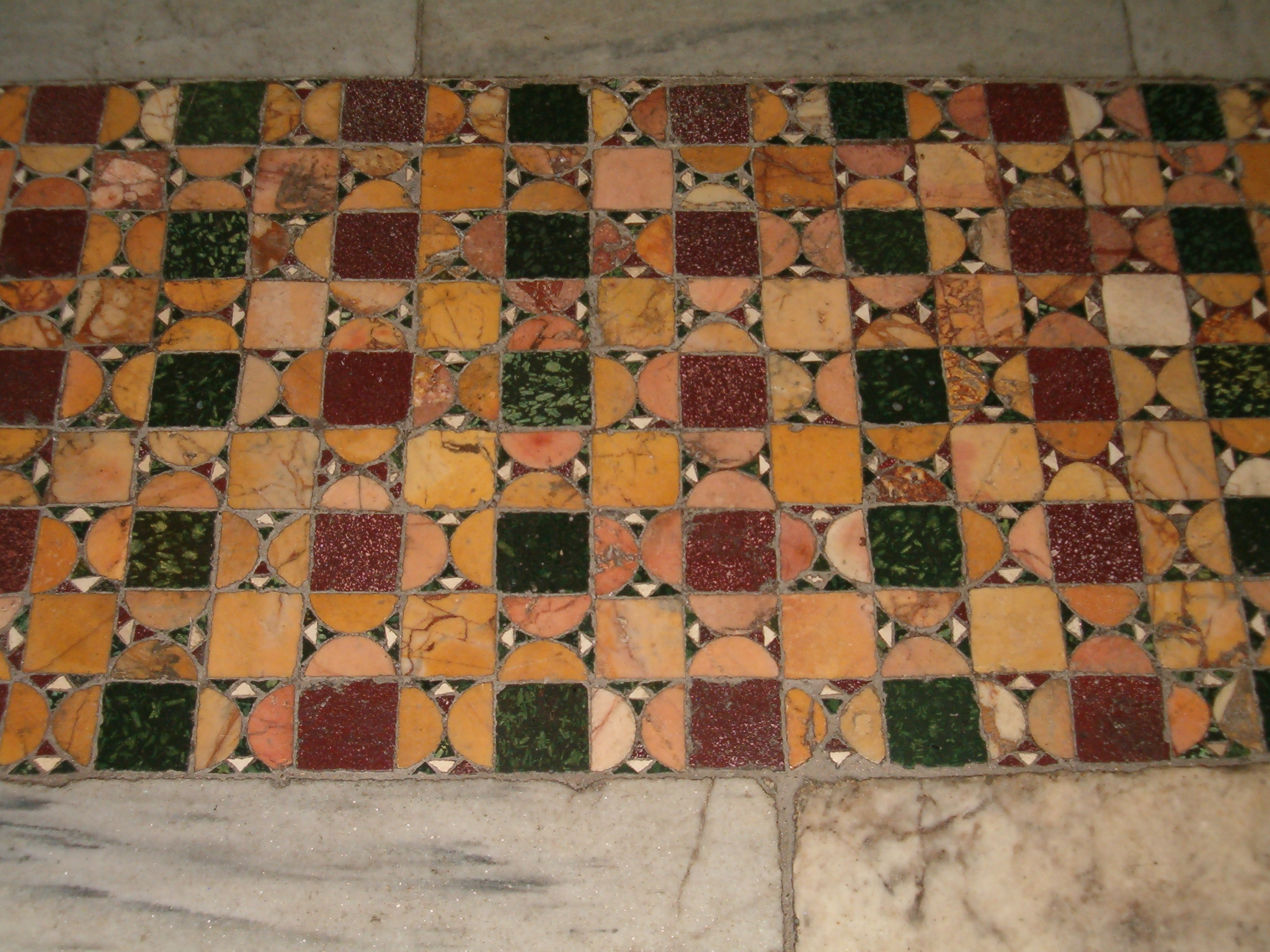
Giallo antico nel pavimento di Santa Maria in Cosmedin, Roma

Il marmo giallo antico è una varietà di marmo utilizzata dai Romani. Il nome moderno corrisponde in latino al marmor numidicum (ossia "marmo della Numidia").

## Descrizione
Veniva estratto in cave situate presso la città antica di Simitthus, attuale villaggio di Chemtou, in Tunisia.
Si tratta di un marmo di colore giallo uniforme, che varia dal giallo intenso a tinte più chiare, quasi bianche, con venature giallo scuro, o rossicce, o brune, e clasti angolosi di varie dimensioni e colori vari (varie tonalità di giallo, rosso rosato, bruno).
Dal punto di vista petrografico è un calcare cristallino (sparite), compattato da un'accentuata diagenesi.

## Storia
A partire dalla seconda metà II secolo a.C. era utilizzato dai re numidi. Plinio ne attribuisce l'introduzione a Roma a Marco Emilio Lepido nel 78 a.C., che ne utilizzò dei blocchi per le soglie della sua casa. Svetonio riporta che il popolo fece innalzare nel Foro romano una colonna onorifica di marmo numidico dedicata a Cesare; Augusto lo utilizzò per le colonne del peristilio della sua casa sul Palatino insieme al marmo portasanta e al marmo pavonazzetto e ne fece inoltre largo utilizzo nel suo Foro.
Le cave divennero ben presto di proprietà imperiale e questa varietà di marmo venne largamente utilizzata per fusti di colonna e rivestimenti parietali e pavimentali negli edifici pubblici delle città più vicine alla costa del Mar Mediterraneo, e in particolare venne esportato nella penisola italiana. Era inoltre utilizzato per statue di barbari o di bestie selvagge, in relazione alla sua provenienza. Nel III secolo le cave andarono probabilmente esaurendosi e il giallo antico fu progressivamente soppiantato da brecce gialle di altra provenienza e di minor pregio. Risulta menzionato nell'Editto dei prezzi di Diocleziano, agli inizi del IV secolo, dove se ne stabilisce un prezzo piuttosto alto.